# ピート・アロンソ
- ピート・アロンゾ[1]
- ピート・アランソ[2]

ピート・アロンゾ（英語: Pete Alonso 英語発音: [pit əˈlɑnzoʊ]、本名: ピーター・モーガン・アロンゾ（Peter Morgan Alonso）、1994年12月7日 - ）は、アメリカ合衆国・フロリダ州タンパ出身のプロ野球選手（一塁手）。右投右打。MLBのニューヨーク・メッツ所属。愛称はポーラーベアー（Polar Bear）、一塁手。

## 経歴

### プロ入り前
フロリダ州タンパにあるジェスイット高等学校に進学し、3年進級時に同じくタンパにあるヘンリー・B・プラント高等学校に転校した。高校卒業後はフロリダ大学に進学、大学野球に参加した。高校までは野球の守備位置は三塁手であったが、大学進学以降は一塁を主に守る。大学1年生時にオールサウスイースタン・カンファレンスに指名された。また、大学4年生時にはチームがメンズ・カレッジ・ワールドシリーズに進出した。

### プロ入りとメッツ時代
2016年のMLBドラフト2巡目（全体64位）でニューヨーク・メッツから指名され、6月29日に契約金90万9200ドルで契約した。同年7月9日にメッツ傘下のA-級ブルックリン・サイクロンズでプロデビュー。また、8月16日に行われたA-級のオールスターゲームに選出された。シーズンではブルックリンで30試合に出場して打率.321、5本塁打、21打点、出塁率.382を記録した。
2017年はA+級セントルーシー・メッツで開幕を迎え、8月24日にAA級ビンガムトン・ランブルポニーズに昇格した。このシーズンはセントルーシーとビンガムトンの2チーム合計で93試合に出場し、打率.289、18本塁打、63打点、出塁率.359を記録した。
2018年はシーズン開幕前にMLB.comにて全体58位・チーム4位のプロスペクトと評価された。シーズンの開幕はAA級ビンガムトンで迎え、6月16日にAAA級ラスベガス・フィフティワンズに昇格した。また、7月15日に行われたオールスター・フューチャーズゲームに選出された。この年はビンガムトンとラスベガスの2チーム合計で132試合に出場し、打率.285、36本塁打、119打点、出塁率.395を記録し、マイナーリーグの本塁打王を獲得した。
2019年は開幕25人ロースター入りした。3月28日に行われた開幕戦のワシントン・ナショナルズ戦「2番・一塁手」でメジャーデビュー。同日メジャー初安打を記録し、4月1日のマイアミ・マーリンズ戦でMLB初本塁打を記録した。4月9日のミネソタ・ツインズ戦で1試合2本塁打を達成。4月までの成績は106打席で打率.292、9本塁打、26打点を記録し、3月・4月のナショナルリーグルーキー・オブ・ザ・マンスを受賞した。6月にも月間成績で124打席で打率.307、9本塁打、21打点を記録し、この月のルーキー・オブ・ザ・マンスを受賞した。プレイヤー・オブ・ザ・ウィークも受賞している。7月の本塁打競争に選出され、オールスターにも投票外選出された。本塁打競争では決勝でブラディミール・ゲレーロ・ジュニアを下して初優勝した。新人が優勝するのは史上3人目、メッツの選手としてはダリル・ストロベリーに次ぐ2人目となった。8月18日のカンザスシティ・ロイヤルズ戦（カウフマン・スタジアム）で40号本塁打を記録し、コディ・ベリンジャーの39本塁打を超え、ナ・リーグの新人記録を更新した。9月20日のシンシナティ・レッズ戦（グレート・アメリカン・ボール・パーク）で両リーグ単独トップとなるとともに、新人選手としてはMLB史上2人目、デビュー1年目では史上初の50本塁打に到達した。更に9月27日のアトランタ・ブレーブス戦（シティ・フィールド）で2017年のアーロン・ジャッジに並ぶ新人最多タイとなるシーズン52本塁打を記録すると、翌28日には53号本塁打を打ち、新人最多本塁打記録を更新した。デビュー1年目から161試合に出場し、打率.260、53本塁打、120打点、出塁率.358を記録し、デビュー1年目から本塁打王を獲得した。守備面ではUZR+1.8、DRS-3を記録した。オフの11月14日に記者29人から1位票を得て、新人王を獲得した。また、同年から新設されたオールMLBチームのファーストチーム一塁手に選出された。
2020年はCOVID-19の影響で60試合の短縮シーズンとなる中、全60試合中57試合に出場し、打率.231、16本塁打、35打点、出塁率.326を記録した。守備面ではUZR-1.7、DRS-4と前年から数字を落とした。
2021年はオールスターゲーム前日の7月12日に開催されたホームランダービーに出場し、第1ラウンドでロイヤルズのサルバドール・ペレスに勝利して準決勝に進出し、準決勝ではナショナルズのフアン・ソトに勝利して決勝に進出し、決勝ではオリオールズのトレイ・マンシーニに勝利し、史上3人目となる連覇を果たした。1ラウンドで最多35本塁打を記録した。
2022年はシーズン開幕前の2月13日に車が横転するほどの交通事故に巻き込まれたが、フロントガラスを蹴破って脱出し、大事には至らなかった。4月9日のナショナルズ戦の5回にキャリア初の満塁本塁打を記録した。8月17日に2023年3月に開催される第5回ワールド・ベースボール・クラシック（WBC）のアメリカ合衆国代表に参加することが発表された。シーズンでは160試合の出場で打率.271、40本塁打、131打点を記録し、打点王のタイトルを獲得した。
2023年はシーズン開幕前の2月10日に第5回WBCのアメリカ合衆国代表に選出された。

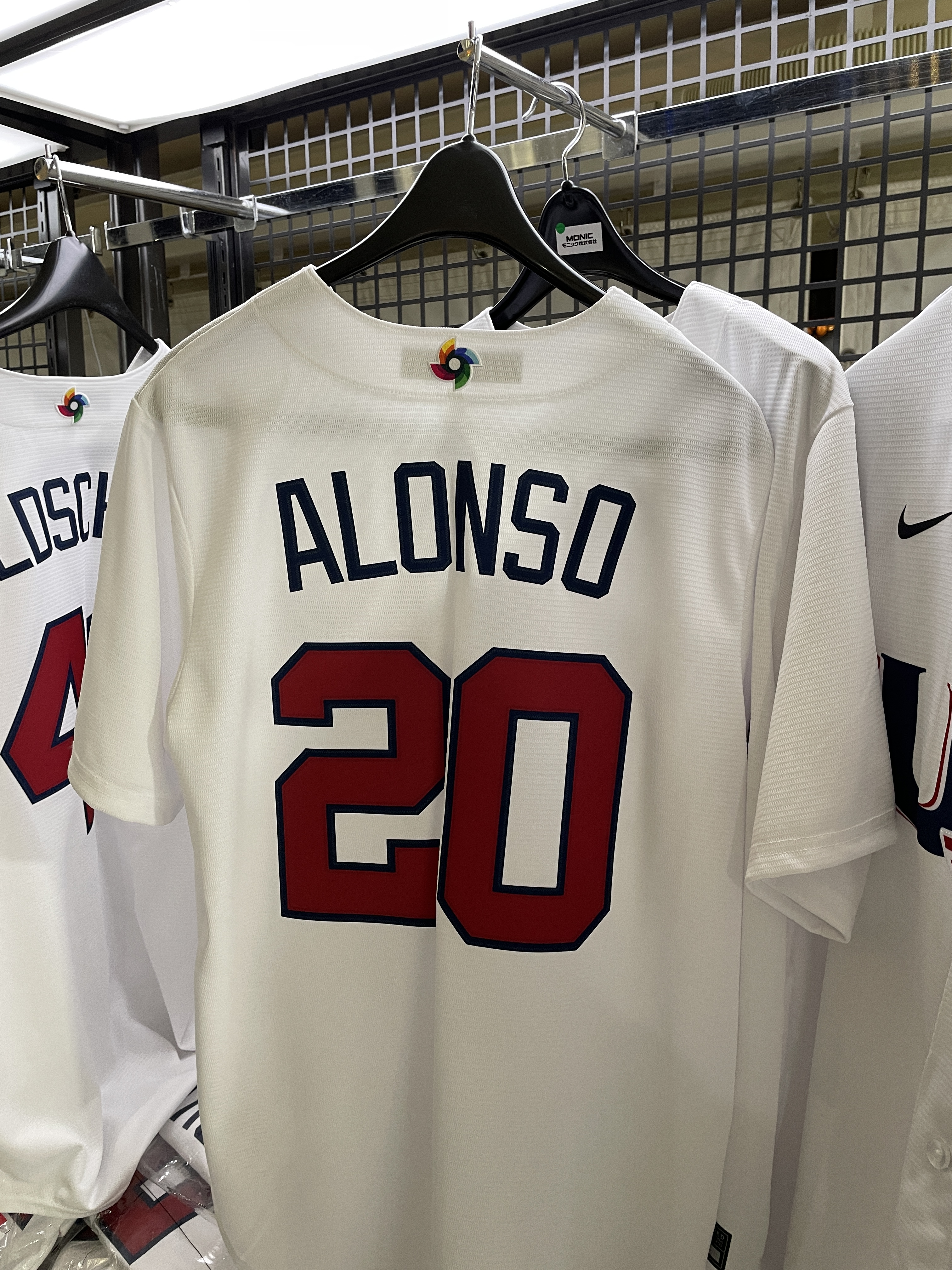
第5回WBCアメリカ合衆国代表でのアロンソのユニフォーム

シーズンでは7月2日にMLB選出で通算3度目となるオールスターゲームに選出された。また、同日に本塁打競争に参加する意思を表明した。

## 詳細情報

### 年度別打撃成績
| 年 度    | 球 団    | 試 合 | 打 席 | 打 数 | 得 点 | 安 打 | 二 塁 打 | 三 塁 打 | 本 塁 打 | 塁 打 | 打 点 | 盗 塁 | 盗 塁 死 | 犠 打 | 犠 飛 | 四 球 | 敬 遠 | 死 球 | 三 振 | 併 殺 打 | 打 率 | 出 塁 率 | 長 打 率 | O P S |
| -------- | -------- | ----- | ----- | ----- | ----- | ----- | -------- | -------- | -------- | ----- | ----- | ----- | -------- | ----- | ----- | ----- | ----- | ----- | ----- | -------- | ----- | -------- | -------- | ----- |
| 2019     | NYM      | 161   | 693   | 597   | 103   | 155   | 30       | 2        | 53       | 348   | 120   | 1     | 0        | 0     | 3     | 72    | 6     | 21    | 183   | 13       | .260  | .358     | .583     | .941  |
| 2020     | NYM      | 57    | 239   | 208   | 31    | 48    | 6        | 0        | 16       | 102   | 35    | 1     | 0        | 0     | 1     | 24    | 4     | 6     | 61    | 4        | .231  | .326     | .490     | .817  |
| 2021     | NYM      | 152   | 637   | 561   | 81    | 147   | 27       | 3        | 37       | 291   | 94    | 3     | 0        | 0     | 4     | 60    | 6     | 12    | 127   | 20       | .262  | .344     | .519     | .863  |
| 2022     | NYM      | 160   | 685   | 597   | 95    | 162   | 27       | 0        | 40       | 309   | 131   | 5     | 1        | 0     | 9     | 67    | 16    | 12    | 128   | 17       | .271  | .352     | .518     | .869  |
| 2023     | NYM      | 154   | 658   | 568   | 92    | 123   | 21       | 2        | 46       | 286   | 118   | 4     | 1        | 0     | 4     | 65    | 6     | 21    | 151   | 17       | .217  | .318     | .504     | .821  |
| 2024     | NYM      | 162   | 695   | 608   | 91    | 146   | 31       | 0        | 34       | 279   | 88    | 3     | 0        | 0     | 4     | 70    | 4     | 13    | 172   | 14       | .240  | .329     | .459     | .788  |
| MLB：6年 | MLB：6年 | 846   | 3607  | 3139  | 493   | 781   | 142      | 7        | 226      | 1615  | 586   | 17    | 2        | 0     | 25    | 358   | 42    | 85    | 822   | 85       | .249  | .339     | .514     | .854  |

- 2024年度シーズン終了時
- 各年度の太字はリーグ最高

### 年度別打撃成績所属リーグ内順位
| 年 度 | 年 齢 | リ 丨 グ   | 打 率 | 安 打 | 二 塁 打 | 三 塁 打 | 本 塁 打 | 打 点 | 盗 塁 | 出 塁 率 |
| ----- | ----- | ---------- | ----- | ----- | -------- | -------- | -------- | ----- | ----- | -------- |
| 2019  | 24    | ナ・リーグ | -     | -     | -        | -        | 1位      | 3位   | -     | -        |
| 2020  | 25    | ナ・リーグ | -     | -     | -        | -        | 9位      | -     | -     | -        |
| 2021  | 26    | ナ・リーグ | -     | -     | -        | -        | 3位      | -     | -     | -        |
| 2022  | 27    | ナ・リーグ | -     | -     | -        | -        | 2位      | 1位   | -     | -        |
| 2023  | 28    | ナ・リーグ | -     | -     | -        | -        | 3位      | 2位   | -     | -        |
| 2024  | 29    | ナ・リーグ | -     | -     | -        | -        | 5位      | -     | -     | -        |

- -は10位未満（打率は規定打席未到達の場合も-と表記）

### ポストシーズン打撃成績
| 年 度     | 球 団     | シ リ 丨 ズ | 試 合 | 打 席 | 打 数 | 得 点 | 安 打 | 二 塁 打 | 三 塁 打 | 本 塁 打 | 塁 打 | 打 点 | 盗 塁 | 盗 塁 死 | 犠 打 | 犠 飛 | 四 球 | 敬 遠 | 死 球 | 三 振 | 併 殺 打 | 打 率 | 出 塁 率 | 長 打 率 | O P S |
| --------- | --------- | ----------- | ----- | ----- | ----- | ----- | ----- | -------- | -------- | -------- | ----- | ----- | ----- | -------- | ----- | ----- | ----- | ----- | ----- | ----- | -------- | ----- | -------- | -------- | ----- |
| 2022      | NYM       | NLWC        | 3     | 12    | 10    | 2     | 3     | 0        | 0        | 1        | 6     | 1     | 0     | 0        | 0     | 0     | 2     | 0     | 0     | 4     | 0        | .300  | .417     | .600     | 1.017 |
| 2024      | NYM       | NLWC        | 3     | 12    | 9     | 2     | 2     | 0        | 0        | 1        | 5     | 3     | 0     | 0        | 0     | 0     | 3     | 1     | 0     | 2     | 1        | .222  | .417     | .556     | .972  |
| 2024      | NYM       | NLDS        | 4     | 18    | 13    | 3     | 4     | 1        | 0        | 2        | 11    | 3     | 1     | 0        | 0     | 1     | 4     | 0     | 0     | 6     | 0        | .308  | .444     | .846     | 1.291 |
| 2024      | NYM       | NLCS        | 6     | 28    | 22    | 5     | 6     | 0        | 0        | 1        | 9     | 4     | 1     | 0        | 0     | 0     | 5     | 0     | 1     | 7     | 1        | .273  | .429     | .409     | .838  |
| 出場：2回 | 出場：2回 | 出場：2回   | 16    | 70    | 54    | 12    | 15    | 1        | 0        | 5        | 31    | 11    | 2     | 0        | 0     | 1     | 14    | 1     | 1     | 19    | 2        | .278  | .429     | .574     | 1.003 |

- 2024年度シーズン終了時
- 太字はMVP受賞

### WBCでの打撃成績
| 年 度 | 代 表          | 試 合 | 打 席 | 打 数 | 得 点 | 安 打 | 二 塁 打 | 三 塁 打 | 本 塁 打 | 塁 打 | 打 点 | 盗 塁 | 盗 塁 死 | 犠 飛 | 四 球 | 敬 遠 | 死 球 | 三 振 | 併 殺 打 | 打 率 | 出 塁 率 | 長 打 率 |
| ----- | -------------- | ----- | ----- | ----- | ----- | ----- | -------- | -------- | -------- | ----- | ----- | ----- | -------- | ----- | ----- | ----- | ----- | ----- | -------- | ----- | -------- | -------- |
| 2023  | アメリカ合衆国 | 5     | 15    | 14    | 1     | 2     | 0        | 0        | 0        | 2     | 1     | 0     | 0        | 0     | 0     | 0     | 1     | 4     | 0        | .143  | .200     | .143     |

### 年度別守備成績
| 年 度 | 球 団 | 一塁（1B） | 一塁（1B） | 一塁（1B） | 一塁（1B） | 一塁（1B） | 一塁（1B） |
| 年 度 | 球 団 | 試 合      | 刺 殺      | 補 殺      | 失 策      | 併 殺      | 守 備 率   |
| ----- | ----- | ---------- | ---------- | ---------- | ---------- | ---------- | ---------- |
| 2019  | NYM   | 156        | 1078       | 112        | 12         | 108        | .990       |
| 2020  | NYM   | 39         | 264        | 14         | 5          | 21         | .982       |
| 2021  | NYM   | 148        | 978        | 98         | 8          | 98         | .993       |
| 2022  | NYM   | 134        | 913        | 92         | 8          | 102        | .992       |
| 2023  | NYM   | 144        | 983        | 122        | 6          | 119        | .995       |
| 2024  | NYM   | 161        | 1179       | 99         | 7          | 117        | .995       |
| MLB   | MLB   | 782        | 5395       | 537        | 46         | 565        | .992       |

- 2024年度シーズン終了時
- 各年度の太字はリーグ最高

### タイトル
- 本塁打王：1回（2019年）
- 打点王：1回（2022年）

### 表彰
- 新人王（2019年）
- ルーキー・オブ・ザ・マンス：2回（2019年4月・6月）
- プレイヤー・オブ・ザ・ウィーク：1回（2019年6月17日 - 23日）
- オールMLBチーム
  - ファーストチーム一塁手：1回（2019年）

### 記録
MiLB
- オールスター・フューチャーズゲーム選出：1回（2018年）

MLB
- ホームランダービー優勝：2回（2019年、2021年）
- MLBオールスターゲーム選出：5回（2019年、2022年、2023年、2024年、2025年）
- MLB新人最多本塁打：53本（2019年）※新人記録

### 背番号
- 20（2019年 - ）

### 代表歴
- 2023 ワールド・ベースボール・クラシック・アメリカ合衆国代表